# Thüringer Ministerium für Wirtschaft, Landwirtschaft und Ländlichen Raum

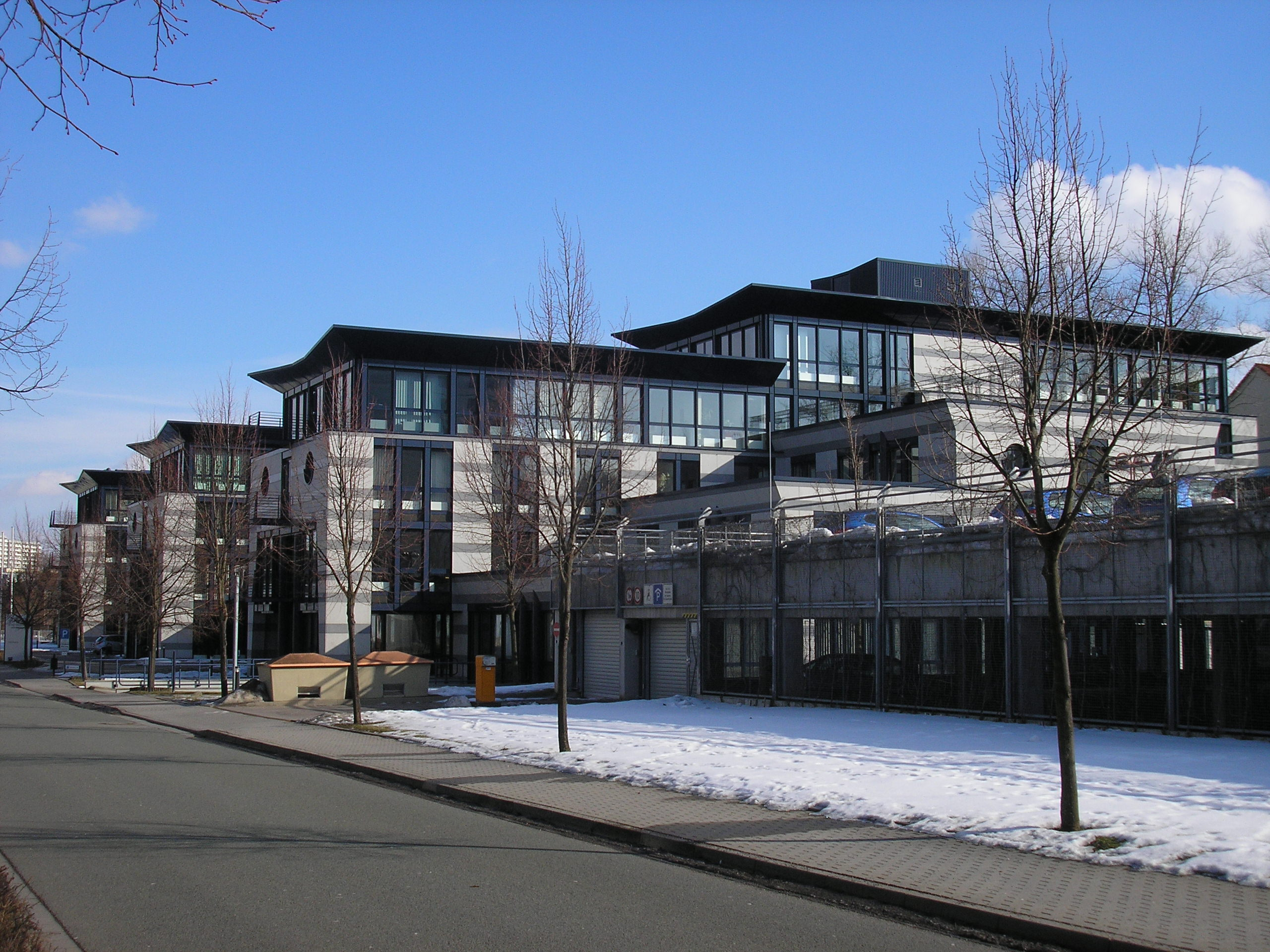
Gebäude des Wirtschaftsministeriums

Das Thüringer Ministerium für Wirtschaft, Landwirtschaft und Ländlichen Raum (TMWLLR) ist eines der neun Ministerien des Freistaats Thüringen und das Wirtschaftsministerium des Landes, es wurde 1990 gegründet. Der Sitz des Ministeriums befindet sich in der Max-Reger-Straße 4–8 am Südrand von Erfurt in der Nachbarschaft zu den meisten anderen Ministerien.
Ministerin ist seit dem 13. Dezember 2024 Colette Boos-John. Als Staatssekretäre stehen ihr Mario Suckert und Marcus Malsch zur Seite.

## Geschichte
Bereits zwischen 1920 und 1952 gab es in Thüringen ein Wirtschaftsministerium. Mit der Wiedergründung des Landes 1990 wurde auch wieder ein Wirtschaftsministerium eingerichtet.
Folgende Personen waren seit 1920 in Thüringen für Wirtschaft zuständig:
| Name                                                            | Amtsantritt                       | Kabinett                  | Partei                  |
| Minister für Wirtschaft                                         | Minister für Wirtschaft           | Minister für Wirtschaft   | Minister für Wirtschaft |
| --------------------------------------------------------------- | --------------------------------- | ------------------------- | ----------------------- |
| August Frölich                                                  | 10. November 1920 7. Oktober 1921 | Paulssen I Frölich I      | SPD                     |
| Albin Tenner                                                    | 16. Oktober 1923                  | Frölich II                | SPD                     |
| Georg Sattler                                                   | 21. Februar 1924                  | Leutheußer I              | DNVP                    |
| Arnold Paulssen                                                 | 30. April 1927 6. November 1928   | Leutheußer II Paulssen II | DDP                     |
| Wilhelm Kästner                                                 | 23. Januar 1930                   | Baum                      | WP                      |
| Willy Marschler                                                 | 26. August 1932 8. Mai 1933       | Sauckel Marschler         | NSDAP                   |
| Regierungsdirektor für Industrie, Handel und Gewerbe            |                                   |                           |                         |
| Alphons Gaertner                                                | 9. Juni 1945                      | Brill                     | DP                      |
| Landesdirektor für Wirtschaft                                   |                                   |                           |                         |
| Georg Appell                                                    | 16. Juli 1945                     | Paul I                    | SPD/SED                 |
| Minister für Wirtschaft, Arbeit und Verkehr                     |                                   |                           |                         |
| Georg Appell                                                    | 4. Dezember 1946                  | Paul II                   | SED                     |
| Minister für Wirtschaft                                         |                                   |                           |                         |
| Willy Hüttenrauch                                               | 9. Oktober 1947                   | Eggerath I                | SED                     |
| Minister für Industrie und Aufbau                               |                                   |                           |                         |
| Herbert Strampfer                                               | 25. November 1950                 | Eggerath II               | SED                     |
| Minister für Wirtschaft und Arbeit                              |                                   |                           |                         |
| Herbert Strampfer                                               | 2. Mai 1951                       | Eggerath II               | SED                     |
| Von 1952 bis 1990 existierte kein Land Thüringen                |                                   |                           |                         |
| Minister für Wirtschaft und Technik                             |                                   |                           |                         |
| Hans-Jürgen Schultz                                             | 8. November 1990                  | Duchač                    | FDP                     |
| Jürgen Bohn                                                     | 7. November 1991                  | Duchač                    | FDP                     |
| Minister für Wirtschaft und Verkehr                             |                                   |                           |                         |
| Jürgen Bohn                                                     | 11. Februar 1992                  | Vogel I                   | FDP                     |
| Minister für Wirtschaft und Infrastruktur                       |                                   |                           |                         |
| Franz Schuster                                                  | 30. November 1994                 | Vogel II                  | CDU                     |
| Minister für Wirtschaft, Arbeit und Infrastruktur               |                                   |                           |                         |
| Franz Schuster                                                  | 1. Oktober 1999                   | Vogel III                 | CDU                     |
| Jürgen Reinholz                                                 | 5. Juni 2003                      | Althaus I                 | CDU                     |
| Minister für Wirtschaft, Technologie und Arbeit                 |                                   |                           |                         |
| Jürgen Reinholz                                                 | 8. Juli 2004                      | Althaus II                | CDU                     |
| Minister für Wirtschaft, Arbeit und Technologie                 |                                   |                           |                         |
| Matthias Machnig                                                | 4. November 2009                  | Lieberknecht              | SPD                     |
| Uwe Höhn                                                        | 18. Dezember 2013                 | Lieberknecht              | SPD                     |
| Minister für Wirtschaft, Wissenschaft und Digitale Gesellschaft |                                   |                           |                         |
| Wolfgang Tiefensee                                              | 5. Dezember 2014                  | Ramelow I                 | SPD                     |
| Valentina Kerst (kommissarisch)                                 | 5. Februar 2020                   | Kemmerich                 | SPD                     |
| Wolfgang Tiefensee                                              | 4. März 2020                      | Ramelow II                | SPD                     |
| Minister für Wirtschaft, Landwirtschaft und Ländlichen Raum     |                                   |                           |                         |
| Colette Boos-John                                               | 13. Dezember 2024                 | Voigt                     | CDU                     |

## Organisation
Das Ministerium gliedert sich in folgende fünf Abteilungen:
- Abt. 1: Zentralabteilung
- Abt. 2: Wirtschaftspolitik, Tourismus und digitale Gesellschaft
- Abt. 3: Wirtschaftsförderung
- Abt. 4: Hochschulen
- Abt. 5: Forschung, Technologie und Innovation